# Nick Sandlin
Nick Howard Sandlin (Evans, Georgia, 10 de enero de 1997), más conocido como Nick Sandlin, es un jugador profesional estadounidense de béisbol que se desempeña en la posición de lanzador en Toronto Blue Jays, equipo de las Grandes Ligas de Béisbol (MLB).

## Carrera
Sandlin hizo su debut en la MLB con el equipo Cleveland Guardians, en el cual jugó cuatro temporadas (2021-2024), después pasó a Toronto Blue Jays.